# Cantón de Pau-Este
El cantón de Pau-Este era una división administrativa francesa, situada en el departamento de los Pirineos Atlánticos y la región Aquitania.

## Composición
El cantón incluía cinco comunas y una parte de la ciudad de Pau:
- Artigueloutan
- Idron
- Lée
- Nousty
- Ousse
- Pau (este).

## Supresión del cantón de Pau-Este
En aplicación del Decreto n.º 2014-248 de 25 de febrero de 2014, el cantón de Pau-Este fue suprimido el 22 de marzo de 2015 y sus seis comunas pasaron a formar parte, tres al nuevo cantón de País de Morlaàs y de Montanérès, dos al nuevo cantón de Pau-2 y una al nuevo cantón de Valles del Ousse y de Lagoin.